# محوطه باغ پیر یونس
محوطه باغ پیر یونس در شهرستان سقز، روستای پیر یونس واقع شده و این اثر در تاریخ ۱۰ دی ۱۳۸۱ با شمارهٔ ثبت ۶۸۹۷ به‌عنوان یکی از آثار ملی ایران به ثبت رسیده است.